# Ампер (река)
Ампер (на немски: Amper) e 185 km дълга река в Бавария, Германия. Извира при град Оберамергау в планините Амергебирге, преминава през езерото Амерзе и се влива в Изар северно от Мозбург. В нея се вливат реките Глон, Вюрм и Майзах. Ампер образува с река Амер една зависеща речна система. От 14 век се прави разлика между Амер, като вливаща се в езерото Амерзе и Ампер.